# Кастро-Преторио (станция метро)
«Кастро-Преторио» (итал. Castro Pretorio) — станция линии B Римского метрополитена. Открыта в 1990 году. Названа по району Рима Кастро-Преторио.

## Окрестности и достопримечательности
Вблизи станции расположены:
- Национальная центральная библиотека Рима
- Castra praetoria
- Ворота Пия
- Штаб-квартира Ferrovie dello Stato
- Римский университет Ла Сапиенца

## Наземный транспорт
Автобусы: 310, 492, 649.